# Iann Dior
Iann Dior (* 25. März 1999 in Arecibo, Puerto Rico; bürgerlich Michael Ian Olmo) ist ein puerto-ricanisch-US-amerikanischer Rapper und Sänger.

## Leben und Karriere
Olmo wurde am 25. März 1999 im puerto-ricanischen Arecibo geboren, zog jedoch bereits im jungen Alter mit seiner Familie nach Corpus Christi, Texas. Seine musikalische Laufbahn startete er zunächst unter den Pseudonymen Lil Rock und Olmo, seinem Nachnamen. Anfang 2019 änderte er seinen Künstlernamen schließlich auf Iann Dior. Dior veröffentlichte zu Beginn seiner Karriere Lieder auf der Plattform Soundcloud und konnte durch das Hochladen von Liedern wie Emotions hohe Klickzahlen verbuchen. Nachdem Produzenten wie Nick Mira oder Taz Taylor von Internet Money Records auf ihn aufmerksam geworden waren, unterschrieb er einen Plattenvertrag bei den Musiklabel 10k Projects. Auf seiner Debütsingle Gone Girl wirkte der Rapper Trippie Redd mit und erreichte im August 2020 Gold-Status in den USA. Es folgten Zusammenarbeiten mit Künstlern wie Gunna, Machine Gun Kelly, Travis Barker und Lil Baby. Olmos erstes Studioalbum Industry Plant erschien am 8. November 2019 und positionierte auf Platz 44 der Billboard 200. Seinen internationalen Durchbruch feierte der Künstler 2020 als Gastmusiker auf dem Lied Mood von 24kGoldn. Innerhalb nur weniger Wochen entwickelte es sich dank der App TikTok zu einem weltweiten Erfolg. Die Single erreichte unter anderem die Chartspitze in Deutschland, Österreich, der Schweiz, dem Vereinigten Königreich und den Vereinigten Staaten.

## Diskografie
Studioalben

| Jahr | Titel Musiklabel                                   | Höchstplatzierung, Gesamtwochen, AuszeichnungChartplatzierungen (Jahr, Titel, Musiklabel, Platzierungen, Wochen, Auszeichnungen, Anmerkungen) | Höchstplatzierung, Gesamtwochen, AuszeichnungChartplatzierungen (Jahr, Titel, Musiklabel, Platzierungen, Wochen, Auszeichnungen, Anmerkungen) | Höchstplatzierung, Gesamtwochen, AuszeichnungChartplatzierungen (Jahr, Titel, Musiklabel, Platzierungen, Wochen, Auszeichnungen, Anmerkungen) | Höchstplatzierung, Gesamtwochen, AuszeichnungChartplatzierungen (Jahr, Titel, Musiklabel, Platzierungen, Wochen, Auszeichnungen, Anmerkungen) | Höchstplatzierung, Gesamtwochen, AuszeichnungChartplatzierungen (Jahr, Titel, Musiklabel, Platzierungen, Wochen, Auszeichnungen, Anmerkungen) | Anmerkungen                            |
| Jahr | Titel Musiklabel                                   | DE | AT | CH | UK | US | Anmerkungen                            |
| ---- | -------------------------------------------------- | --- | --- | --- | --- | --- | -------------------------------------- |
| 2019 | Industry Plant 10K Projects • Internet Money (TTP) | — | — | — | — | US44 (2 Wo.)US | Erstveröffentlichung: 8. November 2019 |
| 2022 | On to Better Things 10K Projects (TTP)             | DE74 (1 Wo.)DE | AT33 (1 Wo.)AT | — | UK92 (1 Wo.)UK | US28 (2 Wo.)US | Erstveröffentlichung: 21. Januar 2022  |

## Filmografie
- 2021: Downfalls High